# Gammawetenschappen
Met gammawetenschappen bedoelt men in Nederland en Vlaanderen de wetenschappen die zich met maatschappij en gedrag bezighouden: onder andere sociologie, antropologie, bestuurskunde, economie, rechten, politicologie, psychologie en communicatiewetenschap.
Zij nemen dus een tussenpositie in tussen alfa- en bètawetenschappen. De gammawetenschappen hebben zich methodologisch sterk gemodelleerd op de natuurwetenschap, terwijl hun onderzoeksobject grotendeels samenvalt met de inhoud van de geesteswetenschappen.
In Vlaanderen heeft men het meestal over gedragswetenschappen.